# (36849) 2000 SL122
2000 SL122 (asteroide 36849) é um asteroide da cintura principal. Possui uma excentricidade de 0.08776740 e uma inclinação de 8.22946º.
Este asteroide foi descoberto no dia 24 de setembro de 2000 por LINEAR em Socorro.